# План «Барбаросса»
Ця стаття про план німецько-радянської війни. Інші значення див. Операція «Барбаросса»
План «Барбаросса» (нім. Fall Barbarossa) — кодова назва плану блискавичної війни Третього Рейху проти СРСР.
Свою назву план отримав від прізвиська імператора Священної Римської імперії Фрідріха I Барбаросси, відомого своїми загарбницькими війнами. Розробка плану була розпочата в липні 1940 року. Остаточний варіант затверджений 18 грудня 1940 року.
План «Барбаросса» передбачав швидкоплинну військову кампанію з повним розгромом Червоної Армії та захопленням європейської частини СРСР по лінії Волга — Архангельськ (т. зв. лінія А—А). Незважаючи на початковий успіх німецьких військ, завершити операцію у встановлені терміни Вермахту не вдалось, війна переросла в широкомасштабну та довготривалу.

## Передумови
22 червня 1940 року німецькі війська завершили окупацію Бельгії, Голландії, Люксембургу та Північної Франції. Однак, попри успішне завершення кампанії, німцям не вдалось досягти одного з головних завдань — виведення з війни Великої Британії.
За спогадами Еріха фон Манштейна з приводу Британії в німецьких військових колах розглядалось три можливі варіанти. За першим варіантом Англію можна було вивести з війни блокадою її морських комунікацій. Однак для виконання цього плану військово-морський флот Німеччини не володів достатньою кількістю підводних човнів та важких кораблів, особливо авіаносців. Крім того хід «битви за Англію» показав недостатню силу Люфтваффе для нейтралізації британської авіації. Без цього блокада не могла бути дієвою, а протистояння обіцяло перерости в довготривале. Це б в свою чергу послабило позиції Третього Рейху в Європі — виникала можливість «політичного шантажу» з боку СРСР.
Другим варіантом перемоги над Великою Британією було припинити її постачання близькосхідною нафтою через Середземне море. Однак такий план передбачав не тільки встановлення контролю над англійськими колоніями в Середземному морі, а й контроль над Піренейським півострівом. Це в свою чергу вимагало «дипломатичного тиску» на нейтральну до того часу Іспанію. Крім того втрата Середземного моря за умови існування альтернативних шляхів постачання нафти не була для Британії критичною.
Третій варіант передбачав висадку десанту на Британські острови. Операції було надано кодову назву «Морський лев». Ретельне планування операції показало, що її проведення не гарантує стовідсоткового успіху. Від вторгнення в Британію відмовились з двох причин: по-перше, підготовку операції можна було завершити не раніше 24 вересня, а саме тоді для морського десантування будуть несприятливі метеоумови; по-друге, німецька авіація так і не змогла взяти під контроль повітряний простір над Ла-Маншем. Більше того, такий план не подобався особисто Гітлеру.
Розглянувши усі варіанти, Гітлер дійшов висновку, що усунути Велику Британію з політичної карти Європи можна лише за допомогою війни з СРСР. Так, 31 липня 1940 року в Бергхофі він виголосив:
«Надія Англії — Росія і Америка. Якщо зникнуть надії на Росію, Америка також відпаде від Англії, бо розгром Росії буде мати як наслідок неймовірне посилення Японії в Східній Азії.

Якщо Росія буде розгромлена, Англія втратить останню надію. Тоді панувати в Європі і на Балканах буде Німеччина.

Висновок: Відповідно до цих міркувань Росія має бути ліквідована. Термін — весна 1941 року.»
За день до початку операції «Барбаросса» Рісто Рюті заявив: 
|  | Якщо зараз спалахне війна між Німеччиною та Совєтським Союзом, це може бути на користь усього світу. Сьогодні Німеччина залишається єдиною державою, здатною перемогти Росію або принаймні суттєво послабити її. Так само світ нічого не втратить, якщо в цьому двобої буде послаблено Німеччину... Ця війна—єдиний порятунок для Фінляндії. Совєтський Союз ніколи не облишить своїх спроб загарбати Фінляндію... Якщо Німеччина зараз розгромить совєтську армію, то на нас чекає, маємо надію, мирне століття. |

## Визначення стратегічних цілей
22 липня 1940 року головнокомандувач сухопутними військами Вальтер фон Браухіч вперше отримав вказівку Гітлера розпочати «теоретичну підготовку» плану військової кампанії проти СРСР.
Під час наради 22 липня Гітлер особисто озвучив політичні та військові цілі майбутньої операції:
- Швидко розгромити Червону Армію або принаймні зайняти таку територію, яка убезпечить Берлін і Сілезький промисловий район від авіанальотів радянської авіації та дозволить проводити бомбардування промислових центрів противника.
- Розгромом СРСР примусити Велику Британію визнати гегемонію Німеччини у Європі.
- Утворити ряд підконтрольних держав — Рейхкомісаріат Україна, федерацію Прибалтійських держав, Білорусь.
- Збільшити територію Фінляндії до Білого моря.[4]

31 липня 1940 року майбутня доля СРСР була Гітлером уточнена:
«Операція буде мати сенс тільки в тому випадку, якщо ми одним стрімким ударом розгромимо всю державу цілком. Тільки захоплення певної частини території недостатньо».

## Варіації «плану Шліффена»

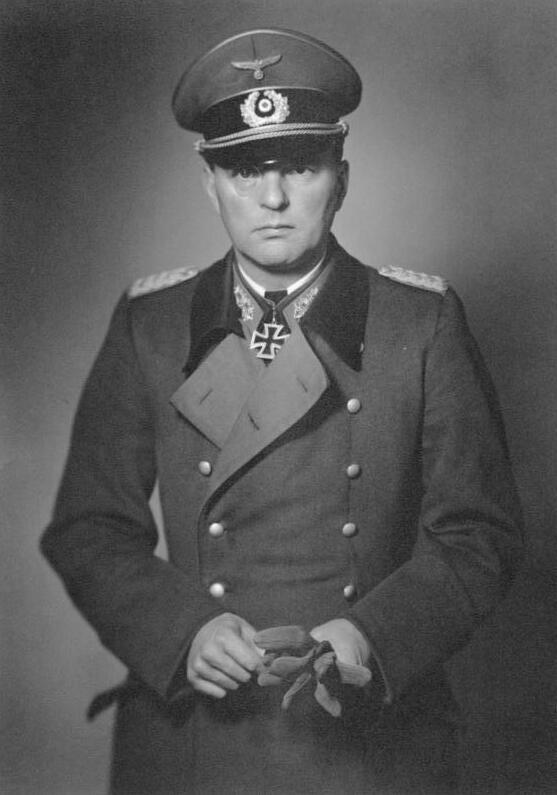
Начальник відділу «Іноземні армії Сходу» полковник Ебергард Кінцель

Відповідно до визначених стратегічних цілей розпочалась робота щодо планування майбутнього «східного походу». Розробка операції велась паралельно і в ОКГ, і в ОКВ. Всього було підготовлено близько 12 оперативних проєктів та варіантів плану.
26 липня 1940 року одним з перших свій варіант запропонував начальник відділу «Іноземні армії Сходу» полковник Ебергард Кінцель, який вважав, що основний удар варто завдавати по Москві (зберігаючи примикання до Балтійського моря), після чого з півночі ударити в тил радянським військам, які дислокувалися в Україні і на Чорноморському узбережжі.
27 липня начальник оперативного відділу Генштабу ОКГ полковник Ганс фон Грейфенберг і начальник оперативного відділу 40-го корпусу підполковник Герхард Фейерабенд запропонували альтернативний варіант: основне угруповання із 100 дивізій завдасть головного удару в Україні, розгромить там радянські війська і далі почне розвивати наступ на Москву.
Обидві варіації на тему «плану Шліффена» не знайшли підтримки в силу складності їхнього здійснення. Крім того, проєкт Грейфенберга-Фейерабенда не збігався з поглядами начальника Генерального штаба сухопутних військ Франца Гальдера, який вважав московський напрямок як головний більш перспективним.

## Оперативний проєкт «Ост»

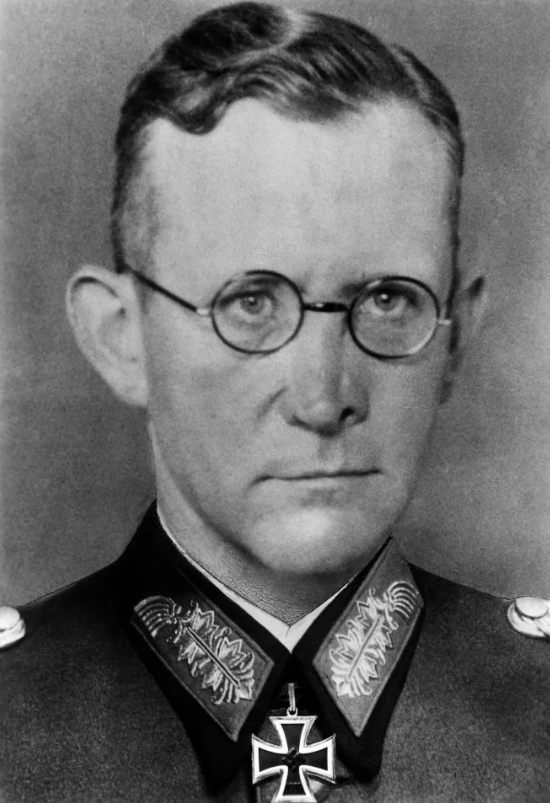
Генерал-майор Еріх Маркс — автор оперативного проєкту «Ост»

23 липня 1940 року до підготовки плану було залучено начальника штабу 18-ї армії генерал-майора Еріха Маркса. Його ще з часів Першої світової війни вважали знавцем Росії, до того ж думці Маркса довіряв особисто Гітлер.
1 серпня Маркс зробив першу доповідь Гальдеру стосовно майбутнього плану. Його ідея була така: «завдавати тільки один головний удар… з Румунії, Галичини і Південної Польщі в напрямку на Донбас, розбити армії, які перебувають в Україні, і слідом за цим крокувати через Київ на Москву».
Під впливом Гальдера Маркс відмовився від ідеї головного удару з півдня й погодився із пропозицією зосередити основні зусилля на центральній ділянці фронту із завданням оволодіти Москвою через Вітебськ та Смоленськ.
5 серпня 1940 року Еріх Маркс представив готову оперативно-стратегічну розробку під назвою Оперативний проєкт «Ост». Це була достатньо докладна і повна розробка, у якій були враховані дані про збройні сили та економіку СРСР, про особливості місцевості, клімату і стану доріг майбутнього театру воєнних дій.
За даними німецької розвідки станом на серпень 1940 року чисельність радянських військ оцінювалась у 151 піхотну дивізію, 32 кавалерійські дивізії та 38 механізованих бригад. До весни 1941 року збільшення Червоної Армії не очікувалося. За оцінками Генштабу ОКГ на заході СРСР міг задіяти 96 піхотних та 23 кавалерійські дивізії, а також 28 механізованих бригад. Задум Маркса передбачав, що проти цих сил Вермахту необхідно задіяти 5 армій загальною чисельністю 147 дивізій. З них 24 — танкових, 12 — моторизованих, 1 — кавалерійську і 110 — піхотних.
Оперативний проєкт «Ост» передбачав два стратегічні напрямки — московський та київський, розділовою смугою між якими були Прип'ятські болота. На московському напрямку будуть задіяні 3 армії, об'єднані в групу армій «Північ». Загальна чисельність — 68 дивізій. На київський напрямок виділялось 2 армії чисельністю 35 дивізій, які були об'єднані в групу армій «Південь». 44 дивізії у складі резерву мали рухатись за північною групою армій.
Розподіл сил згідно з оперативним проєктом «Ост»
|                       | Кількість дивізій |          |                |   |
| танкових              | моторизованих     | піхотних | кавалерійських |   |
| Група армій «Південь» | 5                 | 6        | 24             | — |
| Група армій «Північ»  | 15                | 2        | 50             | 1 |
| Резерв ОКГ            | 4                 | 4        | 36             | — |
| Всього:               | 24                | 12       | 110            | 1 |

Передбачалося, що Радянський Союз вестиме оборонні дії вздовж усього західного кордону, за винятком радянсько-румунської ділянки, де очікувався перехід Червоної Армії в наступ з метою захоплення румунських нафтопромислів. Спираючись на цю оцінку, головного удару планувалось завдати з Північної Польщі та Східної Прусії на Москву. Оскільки зосередження німецьких військ у Румунії в цей час було неможливе, цей напрямок до уваги не брався. Був виключений і маневр на північ від московського напрямку, бо він виводив війська у малопрохідну лісисту місцевість та затримував загальний розвиток наступу.
Після оволодіння Москвою група армій «Північ» повинна буде розвернути фронт та допомогти групі армій «Південь» окупувати територію України. На проведення операції відводилось від 9 до 17 тижнів. Операція завершувалась виходом військ на лінію Архангельськ — Горький — Ростов-на-Дону.

## «Етюд Лоссберга»

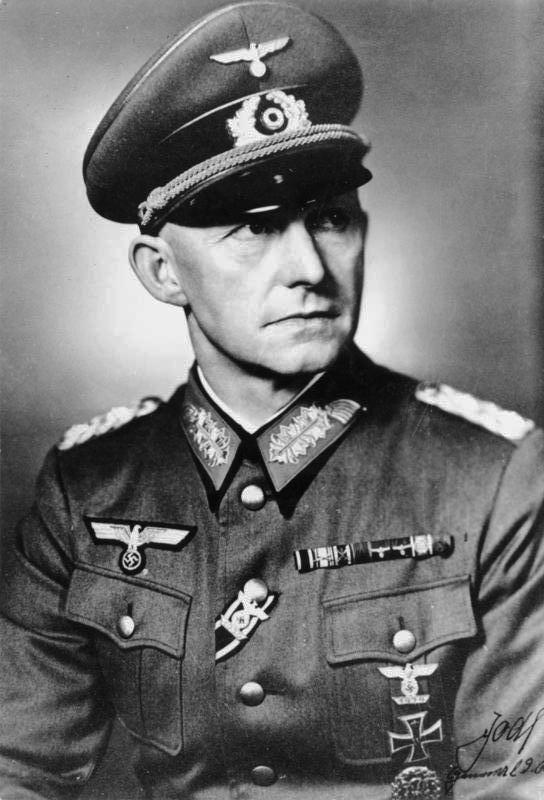
Начальника оперативного відділу Верховного Головнокомандування Альфред Йодль

Незалежно від Генерального штабу сухопутних військ, за наказом начальника оперативного відділу Верховного Головнокомандування Альфреда Йодля, в штабі ОКВ велася паралельна робота зі складання власного плану війни проти СРСР.
Підготовку плану було покладено на референта у справах сухопутних військ з оперативного відділу «Оборона країни» підполковника Бернгарда Лоссберга. 15 вересня 1940 року він представив документ, який в ОКВ отримав кодову назву «Етюд Лоссберга». Сам Лоссберг назвав свій план — План «Фріц», використавши ім'я свого сина.
Лоссберг докладно розглянув три можливі варіанти майбутньої війни з СРСР:
1. З початком зосередження на німецько-радянському кордоні частин Вермахту, СРСР завдасть превентивного удару.
2. Червона Армія прийме на себе удар німецьких військ на кордоні та буде намагатись утримувати свої позиції.
3. Радянський Союз використає тактику 1812 року — відступить в глибину своєї території, з метою розтягнути комунікації та ускладнити постачання супротивника, підготує та завдасть контрудар.

Другий варіант видався Лоссбергу найбільш імовірним. За даними німецької розвідки на захід від Дніпра Радянський Союз побудував розвинену мережу наземних споруд військового призначення, що доводило тезу про готовність Червоної Армії утримувати свої західні області. З огляду на співвідношення військових сил, другий варіант був найбільш сприятливий і для Вермахту.
Відносно першого варіанту, то його Лоссберг вважав малоймовірним. Єдиним напрямком, де удар Червоної Армії не виключався, були нафтоносні райони Румунії. Третій варіант було також відкинуто, оскільки велика кількість водних перешкод (Прип'ятські болота, Західна Двіна, Дніпро) та недостатня пропускна здатність доріг не дозволяли швидко вивести велику кількість військ у глиб країни. Крім того народне господарство України займало значне місце в економіці СРСР і її добровільне залишення без бою було малоймовірним.
«Етюд Лоссберга» досить детально розглядав питання вибору головного удару. Як і в плані Маркса, розглядались північний та південний напрямок відносно Прип'ятських боліт. Аналіз стану комунікацій давав перевагу північному напрямку як такому, який надає найкращі умови для зосередження та просування військ. На відміну від оперативного плану «Ост», план Лоссберга передбачав формування не двох, а трьох стратегічних угруповань. На північ від Прип'ятських боліт Вермахт мав використати дві групи армій, на південь — одну.
Головний удар передбачалося завдати центральним угрупованням на ділянці між Дніпром і Західною Двіною для того, щоб розсікти радянські сили в районі Мінська, а потім продовжити наступ на Москву. Північна група армій розпочинала наступ зі Східної Пруссії на рубіж Західної Двіни з метою оволодіти Прибалтикою, а потім Ленінградом. Південне угруповання мало наступати на обох флангах, а його завдання полягало в оточенні й знищенні радянських військ на території Західної України. Опісля південне угруповання мало форсувати Дніпро й оволодіти рештою території України, встановити зв'язок з центральною групою армій.
На території України Лоссберг сподівався на додаткові переваги у вигляді «внутрішніх політичних труднощів». Організація диверсійної роботи покладалась на відділ Абвер-ІІ. Після окупації України планувалося організувати контрольований німецькою владою уряд для полегшення нагляду за великими тиловими територіями.
Ще одним моментом, який відрізняв план Лоссберга від розробок ОКГ, було залучення до операції Румунії і Фінляндії як союзників.

## Заключний етап планування

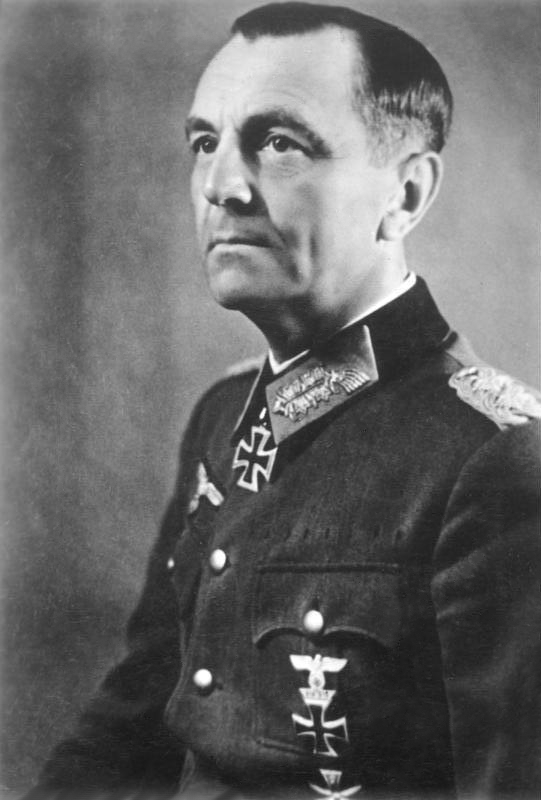
Фрідріх Паулюс

3 вересня 1940 року подальшу розробку плану «східного походу» в ОКГ було передано від Еріха Маркса до генерал-майора Фрідріха Паулюса, якого було призначено першим обер-квартирмейстером і заступником начальника Генерального штабу.
29 жовтня 1940 року робота над планом в основному була завершена. Від Паулюса Гальдеру було передано пам'ятну записку стосовно оперативних принципів ведення війни проти Радянського Союзу.
Займаючись стратегічним плануванням, Паулюс припустив, що сили СРСР, розгорнуті проти Німеччини, становитимуть приблизно 125 стрілецьких дивізій, 50 танкових і механізованих бригад. Прибуття резервів Червоної Армії визначалося наступним графіком: до третього місяця війни очікувалося 30-40 резервних дивізій, до шостого місяця — ще 100 дивізій.
Найбільш природним та пріоритетним для Радянського Союзу Паулюс назвав наступ на півдні з виходом до румунських нафтових родовищ або авіаційними ударами по ним. На півночі передбачався відступ радянських військ.
Для перевірки запропонованого варіанту Генштабом ОКГ було проведено серію військово-штабних ігор під керівництвом Паулюса. На першій, 29 листопада 1940 року, здійснювалося «вторгнення» німецьких військ у прикордонну смугу СРСР. 3 грудня програвався другий етап — наступ з метою захоплення рубежу Мінськ — Київ. 7 грудня розглядалися можливі дії за цим рубежем. Кожна військова гра завершувалась розбором і підведенням підсумків, уточнювались розподіл сил і оперативні завдання з'єднань, обговорювались проблеми бойового і матеріально-технічного забезпечення наступаючих військ.
У ході цих ігор відразу ж стало ясно, що наявних сил Вермахту недостатньо. Особливо критична ситуація складалася з резервом особового складу, який нараховував лише 400 тис. осіб. Ця кількість резервістів могла покривати втрати особового складу лише протягом трьох місяців від початку кампанії. Фактично, війну з СРСР треба було вигравати першим ешелоном військ. За свідченнями генерала А. Філіппі Генштаб ОКГ дійшов висновку, що німецькі сили «виявляться недостатніми, якщо не вдасться завдати вирішальної поразки росіянам до лінії Київ — Мінськ — Чудське озеро». Доля операції мала бути вирішена під час грандіозної «прикордонної битви», на яку сподівались у Генштабі.

## План «Отто»
Уже по завершенню другої військово-штабної гри 5 грудня 1940 року на нараді у Гітлера Франц Гальдер доповідав остаточний варіант плану Генерального штабу сухопутних військ.
Документ під кодовою назвою План «Отто» визначав основні моменти майбутньої військової операції:
- У ході прикордонних боїв не допустити відходу супротивника в глиб території.
- Вийти на такий рубіж, який би виключав проведення повітряних нальотів на Німеччину;
- Знищити СРСР як державу. Не повинно було залишатися жодних політичних утворень, здатних до відродження.
- Як союзники в кампанії мають брати участь Фінляндія і Румунія; Угорщина — ні.
- Військам, що дислокувалися в Норвегії, окупувати радянське Заполяр'я та вийти на узбережжя Льодовитого океану.
- Південній групі армій повністю розбити радянські війська на захід від Дніпра.
- Відрізати Прибалтику.[4]

Гітлер у цілому підтримав план «Отто», зауваживши, що захоплення Москви не має бути першочерговим. Військову операцію планувалось провести в кінці травня.

## Директива №21
Згідно з наказом Гітлера в першій половині грудня 1940 року штаб оперативного управління ОКВ розпочав зведення усіх існуючих планів «східного походу» і підготовку відповідної директиви Верховного головнокомандувача.

### Загальний задум
Основним задумом плану «Барбаросса» було проведення швидкоплинної військової кампанії на європейській території Радянського Союзу. Основні сили Червоної Армії планувалось знищити за допомогою глибокого, швидкого висування танкових клинів. Можливості відступу боєздатних радянських частин в глиб території необхідно було вчасно ліквідовувати.
Швидко просуваючись, війська Вермахту мали вийти на лінію, з якої радянські військово-повітряні сили будуть не в змозі здійснювати нальоти на імперську територію Німеччини.
Кінцевою метою операції було створення загороджувального бар'єра проти азійської частини СРСР по лінії Волга — Архангельськ (т. зв. лінія А—А). Індустріальний район, що залишався за Уралом, мала паралізувати авіація.

### Союзники Німеччини та їхні завдання
У війні проти Радянського Союзу німці розраховували на активну участь Румунії і Фінляндії.
Завдання Румунії полягало в підтримці наступу південного флангу німецьких військ. На початку операції румуни мали стримувати радянські війська на ділянках фронту, де не буде задіяний Вермахт, а в подальшому — нести допоміжну службу в тилових районах.
Фінляндія повинна була прикривати розгортання окремої німецької північної групи військ (21-ша група), яка до початку операції розташовувалась на території Норвегії. Фінська армія мала вести бойові дії спільно з цими військами. Окрім того, Фінляндія мала захопити півострів Ханко.
Крім військової участі Румунії та Фінляндії, план передбачав використати шведські залізничні і шосейні шляхи.

### План проведення операції

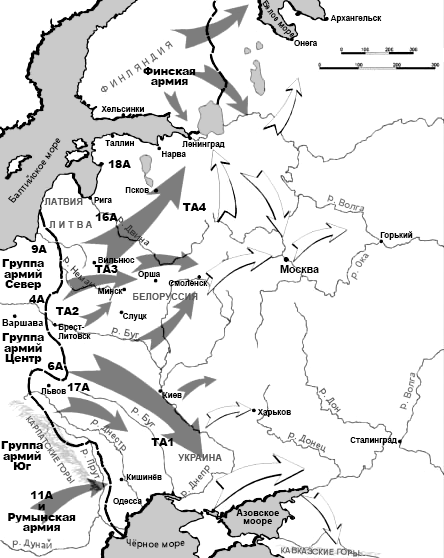
План проведення операції «Барбаросса»

Театр воєнних дій умовно розділявся Прип'ятськими болотами на північну й південну частини. Напрямок головного удару був підготовлений північніше Прип'ятських боліт. Тут зосереджувалися дві групи армій.
Південна із цих груп (група армій «Центр») потужними танковими і моторизованими з'єднаннями з району Варшави й північніше неї мала роздрібнити сили Червоної Армії в Білорусі. У такий спосіб будуть створені передумови для взаємодії з північною групою армій (група армій «Північ»), що наступатиме зі Східної Пруссії в напрямку на Ленінград і знищить радянські війська в Прибалтиці. Лише після виконання цього завдання слід було захопити Ленінград і Кронштадт. З огляду на те, що після виходу німецьких частин до Ленінграда радянський Балтійський флот втратить свій останній опорний пункт і, відповідно, боєздатність. План операції передбачав уникати до цього моменту великих операцій на морі.
Найважливішим завданням 21-ї групи на початку операції залишалась оборона Норвегії. Потім ці сили повинні були спільно із фінськими військами вийти до Мурманської залізниці та припинити постачання Мурманської області сухопутними комунікаціями.
Основним силам фінської армії було поставлено завдання наступом на захід або по обидва боки Ладозького озера скувати якомога більшу кількість радянських військ та оволодіти півостровом Ханко.
Завданням групи армій (група армій «Південь»), що діятиме південніше Прип'ятських боліт, було знищити війська Червоної Армії на території України ще до відходу їх до Дніпра. Головний удар планувалось завдати з району Любліна в напрямку на Київ. Одночасно румунські війська будуть форсувати річку Прут та здійснять оточення радянських частин.
По закінченні боїв південніше й північніше Прип'ятських боліт у ході переслідування було заплановано:
- на півдні — вчасно зайняти важливий у військовому й економічному відношенні Донецький басейн;
- на півночі — швидко вийти до Москви.